# 張文郁 (天啓進士)
张文郁（？—？），字從周，號太素，浙江台州府天台县军籍，八都人，明朝政治人物。

## 生平
萬曆四十六年（1618年）戊午科浙江鄉試舉人，天啓二年（1622年）壬戌科進士。初授工部主事，督工三殿，告成，六年十月升太仆寺少卿。七年八月工部尚书薛凤翔题叙殿工，加升三级，荫一子入监读书，赏银二十两、紵丝二表里。吏部随覆大工加恩，加升都察院右都御史，暂添注工部右侍郎。怀宗继位，督修德庆二陵，崇祯元年三月，以阉党被削籍。归乡念邑人苦夫马，力言当事，立三差法，彭邑今欲更之，讦闻于朝，几至不测不恤也。丙戌（1646年）方兵遁过台，文郁倾家犒士，多方调度，全活邑民数万。邑令刘以政猛激民变，总戎闻变振旅，合城惊遁，适督鹾王、郡守陈游石梁，文郁力请至县，陈激变故，飞檄止兵，一邑帖然。善事难以枚举，台人德甚。有中德录具呈巡府建祠，批县举行，力辞乃止。负经济材，谦和制间，忠孝训后，从不以私于当道。著有《度予亭集》。